# Provincia di Tuyen Quang
Tuyen Quang (vietnamita: Tuyên Quang) è una provincia del Vietnam, della regione di Dong Bac. Occupa una superficie di 5.870,4 km² e ha una popolazione di 784.811 abitanti. 
La capitale provinciale è Tuyên Quang. 
In questa provincia vive il Rhinopithecus avunculus, endemico, l'unica specie di rinopiteco che non vive in Cina.

## Distretti
Di questa provincia fanno parte la città di Tuyên Quang e i distretti:
- Chiêm Hoá
- Hàm Yên
- Nà Hang
- Sơn Dương
- Yên Sơn
- Lâm Bình